# Dallas Tornado
Dallas Tornado was een Amerikaanse voetbalclub uit Dallas. De club werd opgericht in 1967 en opgeheven in 1981. De thuiswedstrijden werden gespeeld in het Texas Stadium gespeeld, dat plaats biedt aan 65.000 toeschouwers. De clubkleuren waren blauw-wit.

## Erelijst
- NASL

Winnaar: 1971
Runner up: 1973

## Stadions
| Seizoenen | Stadion           | Capaciteit |
| --------- | ----------------- | ---------- |
| 1967-1968 | Cotton Bowl       | 70.000     |
| 1969      | P.C. Cobb Stadium | 20.000     |
| 1870-1971 | Turnpike Stadium  |            |
| 1972–1975 | Texas Stadium     | 65.000     |
| 1980–1981 | Texas Stadium     | 65.000     |
| 1976-1979 | Ownby Stadium     | 20.000     |
| 1980-1981 | Reunion Arena     | Indoor     |

## Spelers
- Chris Bachofner
- Fons Stoffels